# Сучава (река)
Суча́ва (рум. Suceava, укр. Сучава) — река в Румынии и на Украине, правый приток реки Сирет (бассейн Дуная).

Начало берёт в Буковинских Карпатах, среднее и нижнее течение — на плато Сучава. Длина реки составляет 160 км, площадь водосборного бассейна реки — около 3800 км². Средний расход воды около 20 м³/с, несёт много наносов. В горной части течёт по территории Украины (115 км), далее — Румынии. Весной выходит из берегов, летом — дождевые паводки.

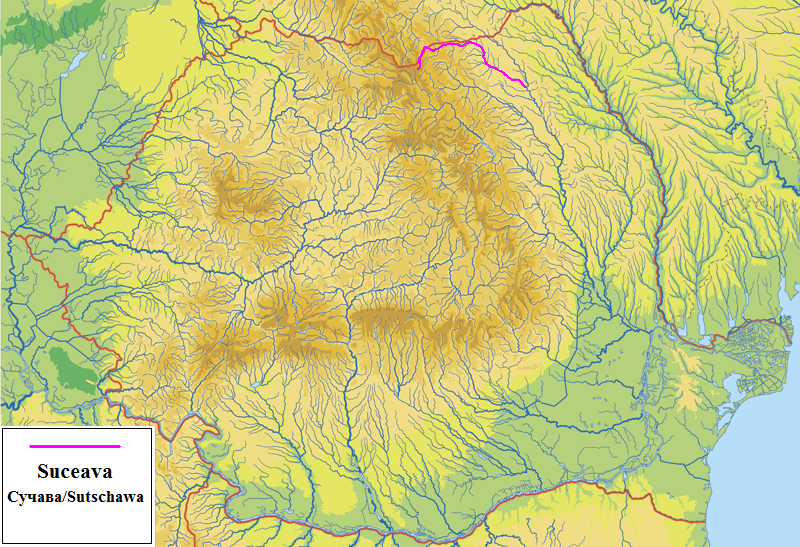
Река Сучава на карте (розовый цвет)